# Salgueiro (Esteio)
Sociedade Esportiva e Recreativa Beneficente Salgueiro é uma escola de samba da cidade de Esteio, Rio Grande do Sul. 

## História
Foi fundada em 9 de abril de 1994 por João Carlos da Silva, o Cacaio.  Suas cores são vermelho, verde e branco. Sua sede localiza-se no centro da cidade. Desfila somente em sua cidade de modo oficial. A escola desfilou em Porto Alegre do final dos anos 90 até 2002, quando um desfile com problemas fez com que fosse a última colocada do Grupo de Acesso, ficando fora do carnaval da capital gaúcha a partir do ano seguinte.
Campeã do Carnaval de Esteio em 2008, foi vice-campeã pelos dois anos seguintes, quando em 2011, sendo a única escola da cidade a desfilar, recebeu da Prefeitura o título de campeã.

## Segmentos

### Presidente
| Nome                     | Mandato    | Ref.  |
| ------------------------ | ---------- | ----- |
| Vera Lucia Tita          | 2019-2020  |       |
| Fabiano da Silva Marques | 2020-Atual | [ 3 ] |

### Casal de Mestre-sala e Porta-bandeira
| Ano  | Nome                        | Ref.  |
| ---- | --------------------------- | ----- |
| 2020 | Sidnei e Ariele             |       |
| 2023 | Marcelinho e Helida Freitas | [ 3 ] |

### Intérpretes
| Ano  | Nome                                                        | Ref.  |
| ---- | ----------------------------------------------------------- | ----- |
| 2014 | Renan Ludwig                                                |       |
| 2020 | Fefa Marques, Gabriel Pereira, Fábio Ananias e Dodo Ananias |       |
| 2023 | Fábio Ananias e Evandro Medina                              | [ 3 ] |
| 2024 | Fábio Ananias e Evandro Medina                              | [ 7 ] |
| 2025 | Dodo Ananias                                                | [ 8 ] |

### Mestre de Bateria
| Ano        | Nome           | Ref.  |
| ---------- | -------------- | ----- |
| 2023-Atual | Mestre Robinho | [ 3 ] |

## Carnavais
| Ano                                 | Colocação           | Grupo           | Enredo | Ref.                 |
| ----------------------------------- | ------------------- | --------------- | --- | -------------------- |
| 1998                                | *                   | Acesso          | Nas Areias dos Milênios meu Salgueiro Traz um Mito.                                                                       | [ 9 ]                |
| 1999                                | 4º lugar            | Acesso          | A influência do negro na cultura do Brasil.                                                                               | [ 10 ] [ 11 ]        |
| 2000                                | Campeã              | Acesso          | Tá-hi Salgueiro, eu fiz tudo pra você gostar de mim.                                                                      | [ 12 ]               |
| 2001                                | 8º lugar            | Intermediário-B | Brasil é Sertanejo, Caipira e Caboclo.                                                                                    | [ 13 ]               |
| Sem desfile oficial de 2002 a 2004. |                     |                 | |                      |
| 2005                                | Campeã              | Único - Esteio  | | [ 14 ]               |
| 2006                                | Vice-campeã         | Único - Esteio  | Fonte da Vida. | [ 15 ]               |
| 2007                                | Vice-campeã         | Único - Esteio  | Dagobert Goulart - o Dago.                                                                                                | [ 16 ]               |
| 2008                                | Campeã              | Único - Esteio  | Cain-gang: a lenda do fogo.                                                                                               | [ 17 ]               |
| 2009                                | Vice-campeã         | Único - Esteio  | Viagem encantada no Vale do Sinos.                                                                                        | [ 18 ]               |
| 2010                                | Vice-campeã         | Único - Esteio  | Da mãe África uma história de bravura e de coragem.                                                                       | [ 19 ] [ 20 ]        |
| 2011                                | Campeã              | Único - Esteio  | Enredo sobre o vinho. | [ 21 ] [ 22 ]        |
| 2012                                | Não ocorreu disputa | Esteio          | Da Mãe África uma história de coragem                                                                                     | [ 23 ] [ 24 ] [ 25 ] |
| 2013                                | Participação        | Esteio          | | [ 26 ]               |
| 2014                                | 3º lugar            | Único - Esteio  | | [ 27 ]               |
| Sem desfile oficial de 2015 a 2017. |                     |                 | |                      |
| 2018                                | 3º lugar            | Único - Esteio  | Nosso País de Norte a Sul, Viajando Pelas Lendas do Norte, até Chegar às Prendas do Sul                                   | [ 29 ] [ 30 ]        |
| 2019                                | 4º lugar            | Único - Esteio  | Otampé Ojarô Princesa Africana Rainha do Candomblé                                                                        | [ 31 ]               |
| 2020                                | 5º lugar            | Único - Esteio  | O Salgueiro Encontra no Rafa Rafuagi uma Grande Inspiração Para um Novo Mundo. Um Leão Transformando Idéias em Realidades | [ 4 ] [ 32 ] [ 33 ]  |
| Desfile cancelado em 2021 e 2022.   |                     |                 | |                      |
| 2023                                | 3º lugar            | Único - Esteio  | Kianda, A Princesa de Angola                                                                                              | [ 3 ] [ 34 ]         |
| 2024                                | Vice-Campeã         | Único - Esteio  | 30 Anos de Glória: O Salgueiro navega pelas brumas do tempo em verde, vermelho e branco, numa viagem arlequinal           | [ 7 ] [ 35 ]         |
| 2025                                | Campeã              | Único - Esteio  | Salgueiro é ébano da cor e essência. De punho cerrado, exalta a marcha das mulheres negras                                | [ 8 ] [ 36 ]         |

## Títulos
- Campeã do Grupo de Acesso do Carnaval de Porto Alegre: 2000[37]
- Carnaval de Esteio: 1996, 1997, 1998, 2005[38], 2008[17], 2011[22][39], 2025[8]